# Oscar Ameringer

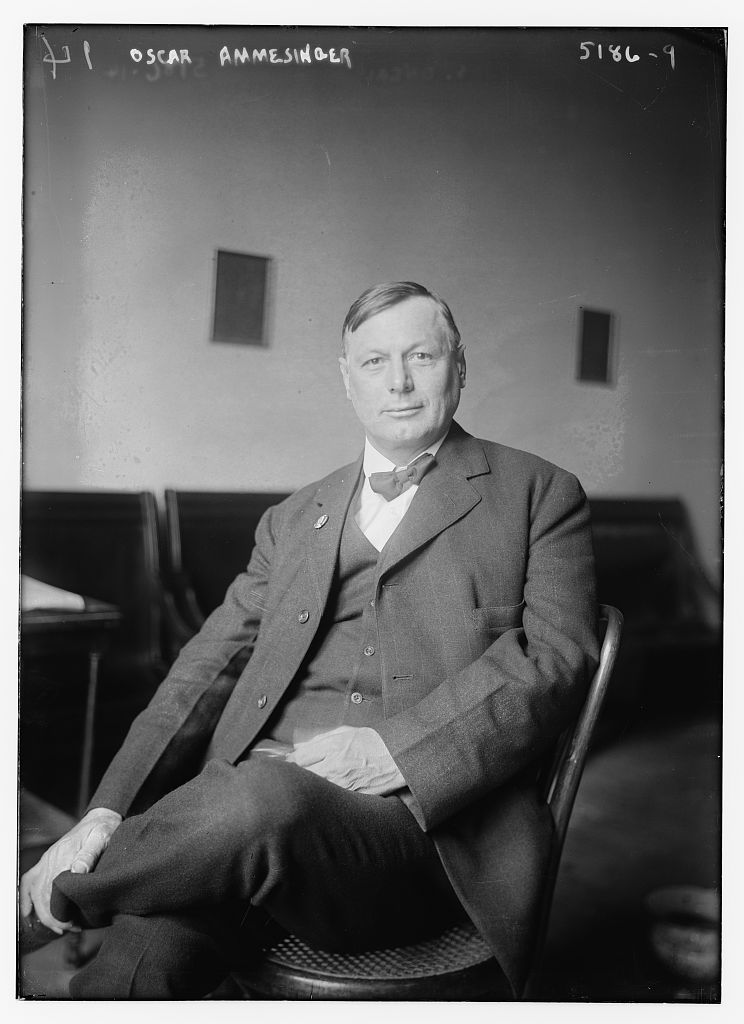
Oscar Ameringer (1920)

Oscar Ameringer (eigentl. Oskar Ameringer, * 4. August 1870 in Achstetten; † 5. November 1943 in Oklahoma City) war ein deutsch-amerikanischer Tischler, Musiker, Redakteur und Politiker.

## Leben
Oscar Ameringer war der Sohn eines Tischlers. Nach dem Schulbesuch absolvierte er eine Lehre in der Werkstatt seines Vaters und emigrierte 1886 in die USA. Dort heiratete er zunächst 1903 Lulu Wood, mit der er drei Kinder hatte, und in zweiter Ehe Freda Hogan, die Tochter eines Sozialdemokraten aus Arkansas.
Ameringer lebte zunächst in Cincinnati (Ohio) und arbeitete als Tischler. Er engagierte sich in der Gewerkschaft Knights of Labor und zog danach als Musiker einige Jahre durch die USA. Von 1890 bis 1895 kehrte er nach München zurück, um Kunst zu studieren. 1896 war er wieder in den Vereinigten Staaten und arbeitete zunächst weiter als Musiker. Ameringer wurde Mitglied der American Federation of Musicians und gründete mehrere Zeitungen, die sich für die Ziele der Gewerkschaften einsetzten. Er war Mitglied der Social-Democratic Party of Wisconsin.
1912 wurde Ameringer Kandidat bei der Wahl des Gouverneurs von Wisconsin und 1918 Kandidat für den Kongress der Vereinigten Staaten. Während der 1920er Jahre war er Herausgeber des Illinois Miner, einer Gewerkschaftszeitung. Er reorganisierte die Gewerkschaft der Bergarbeiter (United Mine Workers Union) und wurde mit den von ihm herausgegebenen Schriften zum einflussreichsten sozialistischen Publizisten der USA, über den zahlreiche Biographien geschrieben wurden.

## Werke
- If You Don't Weaken: The Autobiography of Oscar Ameringer (Norman: University of Oklahoma Press, ISBN 0-8061-1861-X)